# Maxomys surifer
Maxomys surifer es una especie de roedor de la familia Muridae.

## Distribución geográfica
Se encuentra en Camboya, Indonesia, Laos, Malasia, Birmania, Tailandia, y  Vietnam. 